# Píram
Segons la mitologia romana, Píram fou un jove babiloni. La font més coneguda de la seva història amorosa es troba en Les Metamorfosis.
S'enamorà de Tisbe, veïna seua, però no s'hi podia casar per l'oposició dels seus pares. Un dia, van prendre el comú acord d'escapar-se i trobar-se en un indret dels afores, al costat d'una morera. Tisbe hi arribà primer, però en veure un lleó que s'hi acostava cuità a amagar-se i en la fugida va perdre el vel. La fera l'estripà i el tacà amb la sang de la seua darrera víctima. Quan Píram hi arribà i trobà el vel allà abandonat, tement el pitjor, es matà amb el seu propi punyal. Tisbe, en tornar al lloc i trobar-se'l mort, es clavà el mateix punyal per morir al seu costat. La sang dels amants va regar la morera i va fer que els seus fruits, que fins aleshores havien estat blancs, es tornessin vermells.
El mite va ser recollit amb alteracions en el Decameró de Giovanni Boccaccio, centrant-se en la comunicació entre els amants a les seves llars i va servir de base per a Romeu i Julieta, especialment pel tràgic final on una falsa mort de la noia provoca la mort veritable dels dos amants.